# یژی زلنیک
یژی زلنیک (لهستانی: Jerzy Zelnik؛ زادهٔ ۱۴ سپتامبر ۱۹۴۵) بازیگر اهل لهستان است.
از فیلم‌ها یا برنامه‌های تلویزیونی که وی در آن نقش داشته‌است، می‌توان به یاوه‌نویس،‌ حالا یا هرگز!، اسمولنسک، دهن‌به‌دهن، داستان گناه، پژکوادانیتس، پیلاطس و دیگران، سرزمین موعود، مرز سایه، شوپن: میل به عاشقی، فرعون و چشم‌انداز بعد از نبرد اشاره کرد.